# Al-Bajda (miasto w Jemenie)
Al-Bajda (arab. البيضاء, Al-Bayḑā’) – miasto w południowo-zachodnim Jemenie; stolica muhafazy Al-Bajda. Według spisu ludności w 2004 roku liczyło 18 352 mieszkańców.